# La Prière au jardin des Oliviers
La Prière au jardin des Oliviers est un tableau du peintre italien Sandro Botticelli daté de 1498-1500. Cette tempera sur bois représente l'Agonie dans le Jardin des Oliviers en figurant Jésus-Christ en prière qui reçoit d'un ange le calice du sacrifice. Exécutée pour Isabelle la Catholique, elle est conservée à la chapelle royale de Grenade, en Espagne.